# Slumber Party
Singles de Britney Spears
Make Me...
(2016) Mood Ring
(2020)
Singles par Tinashe
Superlove
(2016)
Slumber Party est une chanson de l'artiste américaine pop Britney Spears sortie en tant que deuxième single de Glory, son neuvième album studio. Ce single est un remix en featuring avec Tinashe.

## Genèse et sortie
En septembre 2014, Spears a publié une photo d’elle en studio, laissant entendre qu’elle enregistrait de nouvelles musiques. Un mois plus tard, lors d’une interview, elle révèle qu’elle travaille « très lentement, mais progressivement » sur l’album. En novembre 2015, elle continue à travailler sur l’album , et en novembre 2015, Spears taquine sur son compte Instagram qu’elle travaille avec les auteurs-compositeurs Justin Tranter et Julia Michaels, en postant une photo d’eux à la recherche « perplexe » avec la légende : « Travailler dur et à peine travailler... nouvel album... wheeeee ! ». Un mois plus tard, Tranter a donné une interview pour le site NewNowNext au sujet de son travail avec Spears, en disant : « Travailler avec Britney est un rêve. Elle est si douce, si inspirante et maître au micro. Julia et moi avons dû quitter le studio un jour parce que nos cris d’excitation après chaque prise qu’elle avait faites ont distrait les producteurs ». En mai 2016, dans une interview pour le site Breathe Heavy, il révélait : « Personne ne parle jamais de Britney en tant qu’écrivaine et elle est grande, comme folle. Ses concepts étaient audacieux et intelligents et très à gauche du centre, dans le bon sens. Mélodiquement, elle a des mélodies pendant des jours. Comment se fait-il que personne ne mentionne que cette fille peut écrire le folk d’une chanson ? Nous avons travaillé avec elle plusieurs fois. Nous avons écrit sur nos propre chansons et puis elle a voulu écrire avec nous. C’est une écrivaine incroyable. »
Après avoir sorti Make Me comme le premier single de l’album, l’équipe de Spears a commandé plusieurs sondages pour différents magazines pour demander quelle chanson de Glory devrait être le deuxième single de l’album. Le 14 octobre 2016, la chanteuse américaine Tinashe a laissé entendre sur son compte Instagram qu’elle enregistrait des voix pour une collaboration « légendaire » comme légende : « Les rêves sont réels. » . Plus tard, le 25 octobre 2016, Spears a publié une photo d’elle avec Tinashe sur le tournage du clip de la chanson, avec la légende : « Neighbors say we’re causing a commotion... », une ligne de Slumber Party. Billboard a également confirmé la nouvelle avec le représentant de Spears. Lewis Corner de Digital Spy a également annoncé que la collaboration allait être publié « dans quelques semaines ». Spears commenta plus tard Tinashe, déclarant : « Tinashe est si douce. Je vois toujours mes fans parler d’elle en ligne, et il était tellement logique de collaborer sur cette chanson. Elle était incroyable, et aimerait trouver une autre façon de travailler ensemble à l’avenir ». La version remix est sortie le 16 novembre 2016 en téléchargement numérique. Le single a été envoyé à la radio US Contemporary hit radio aux États-Unis le 22 novembre 2016.

## Clip vidéo

### Conception et développement
Le clip de la chanson a été réalisé par Colin Tilley et a été tourné le 25 octobre 2016  alors que Spears a posté sur son Instagram une photo d’elle avec Tinashe sur le plateau du clip. Tinashe a plus tard partagé la même photo, avec la légende: « Le visage que vous faites quand les rumeurs sont vraies et vous avez collé avec votre idole et essentiellement votre vie entière est un rêve si vous le garder mignon pour Brit, mais à l’intérieur vous êtes sans cheveux et mort ». Spears a également publié une photo avec ses danseurs de sauvegarde et d’autres avec Tilley. Lewis Corner de Digital Spy note que « le visuel semble très séduisant, avec des lumières bleues tamisées et des tenues provocantes ». Au cours d’une interview pour Extra's par Mario Lopez, Spears a commenté que le clip sera une version plus jeune du film de Stanley Kubrick Eyes Wide Shut, ajoutant: « C’est un peu risqué. C’est très sexy. C’est très de mauvaise humeur. C’est amusant ! »  Au cours d’une interview avec MTV pour Snapchat, Spears a ajouté: « L’ambiance était ce que vous voyez dans la vidéo. Costumes étonnants, énergie, danse, et les gens. Nous tournions un clip vidéo qui dépeint une fête incroyable, et c’est ce que c’était que sur le plateau ». Le clip est sorti le 18 novembre 2016 et a été diffusé pour la première fois sur la page Snapchat de MTV peu de temps avant d’être posté sur les pages officielles de Spears Vevo et YouTube. La villa avait déjà servie pour le clip Touch My Body de Mariah Carey.

### Accueil critique
La vidéo a été bien accueilli par la critique. Cole Delbyk de The Huffington Post a écrit que son travail « a sauvé 2016 » et a comparé le clip à I'm a Slave For You, alors que l'équipe Billboard appele le clip d'un « pur plaisir » et Megan French de Us Magazine l'a décrit comme un clip « très chaud ». Emilee Lindner de Fuse a été extrêmement positive: « Il fait chaud. Il est lourd. C'est est une vidéo de Britney Spears. Même les mouvements recrées « Toxic » lorsqu'elle est sur la table ». Coin Lewis de Digital Spy considère qu'il est « l'un des vidéos les plus chauds de la carrière de Spears » ajoutant que  « le visuel séduisant est absolument parfait ». Zac Johnson de E! News a écrit que « depuis Boys, Britney n'a pas apparu dans un clip sans être de l'art » et a également salué la chimie entre les deux chanteuses, ainsi que la scène où ramper Spears sur la table et le léchage du lait renversé ». Rolling Stone a noté que « le réalisateur Colin Tilley, du début à la fin, a mis du poivre dans la vidéo ».

## Liste des pistes
- Digital download

1. Slumber Party feat. Tinashe – 3:34

- Remixes EP

1. Slumber Party featuring Tinashe (Bad Royale Remix) – 3:12
2. Slumber Party featuring Tinashe (Marc Stout & Scott Svejda Remix) – 3:52
3. Slumber Party featuring Tinashe (Bimbo Jones Remix) – 3:54
4. Slumber Party featuring Tinashe (Danny Dove Remix) – 3:40
5. Slumber Party featuring Tinashe (Misha K Remix) – 3:35

## Crédits et personnels
| - Chant: Britney Spears, Tinashe - Écriture: Robin Fredriksson, Mattias Larsson, Julia Michaels, Justin Tranter | - Production: Ilya Salmanzadeh |

Crédits extraits du livret de l'album Glory, Jive Records.

## Classements et certifications
| Pays        | Positions                                     | Société | Ref.   |
| ----------- | --------------------------------------------- | ------- | ------ |
| Canada      | Canadian Hot 100                              | 51      | [ 23 ] |
| États-Unis  | Billboard Hot 100                             | 86      | [ 24 ] |
| États-Unis  | Dance/Club Play Songs                         | 1       | [ 25 ] |
| États-Unis  | Hot Singles Sales                             | 3       | [ 26 ] |
| États-Unis  | Mainstream Top 40                             | 27      | [ 27 ] |
| États-Unis  | Twitter Top Tracks                            | 4       | [ 28 ] |
| États-Unis  | Twitter Trending 140                          | 1       | [ 29 ] |
| Chili       | Chile Singles Chart                           | 26      | [ 30 ] |
| Écosse      | Official Charts Company                       | 90      | [ 31 ] |
| Espagne     | PROMUSICAE                                    | 39      | [ 32 ] |
| France      | Syndicat National de l'Édition Phonographique | 30      | [ 33 ] |
| Hongrie     | Magyar Hanglemezkiadók Szövetsége             | 13      | [ 34 ] |
| Royaume-Uni | Official Charts Company                       | 73      | [ 35 ] |
| Russie      | Tophit                                        | 76      | [ 36 ] |

## Historique de sortie
| Region     | Date             | Format                      | Label      | Ref.   |
| ---------- | ---------------- | --------------------------- | ---------- | ------ |
| Monde      | 16 novembre 2016 | Digital download            | RCA        |        |
| Italie     | 17 novembre 2016 | Contemporary hit radio      | Sony Music | [ 37 ] |
| États-Unis | 22 novembre 2016 | Contemporary hit radio      | RCA        | [ 38 ] |
| Monde      | 23 décembre 2016 | Digital download (Remix EP) | RCA        | [ 39 ] |